# HFB Brigadelokomotive
Als Brigadelokomotive werden vierfachgekuppelte Nassdampflokomotiven bezeichnet. Diese wurden ab 1903 und in größter Stückzahl von 1914 bis 1918 für den Dienst bei der deutschen Heeresfeldbahn beschafft. Nach dem Ende des Ersten Weltkrieges wurden viele Lokomotiven im zivilen Bahnbereich weltweit weitergenutzt.

## Geschichte
Im Ersten Weltkrieg wurden zum Transport von Gütern und Personen vermehrt Heeresfeldbahnen eingesetzt. Die militärischen Einheiten, welche diese Heeresfeldbahnen betrieben, hießen „Eisenbahnbrigaden“, woher sich die Bezeichnung „Brigadelok“ ableitet.
Da die ab 1890 beschafften Zwillinge recht bald nicht mehr ausreichten, wurde ab 1901 eine neue Lokomotive für die Heeresfeldbahnen entwickelt. Zunächst arbeiteten die Arnold Jung Lokomotivfabrik und die Lokomotivfabrik Krauss & Comp. an dem Projekt, bevor es Henschel übernahm. Letztere lieferten 1903 ein erstes Baumuster. 1905 begann die Serienfertigung.
Für den Einsatz auf den Bahnstrecken der deutschen Heeresfeldbahnen im Ersten Weltkrieg wurde eine große Anzahl gleichartiger Lokomotiven benötigt. Die deutschen Lokomotivfabriken, vor allem Henschel, Krauss, Borsig und Orenstein & Koppel, fertigten deshalb zwischen 1914 und 1919 über 2500 Stück des als „Brigadelokomotive“ bezeichneten Typs. Die Lokomotiven konnten einen 70 t schweren Zug befördern. Bis zu einer Geschwindigkeit von 15 km/h liefen die Lokomotiven ruhig, darüber hinaus neigten sie zum Entgleisen.
Nach dem Ende des Krieges übernahmen viele zivile Betriebe weltweit Brigadelokomotiven in ihren Fahrzeugbestand. Dabei trugen die Lokomotiven in Europa folgende unterschiedlichen Typenbezeichnungen:
| Land        | Bezeichnung     |
| ----------- | --------------- |
| Deutschland | 99.331          |
| Polen       | PKP Tx1, Tx2    |
| Litauen     | LG K4 401 ff.   |
| Jugoslawien | JDŽ 99.4        |
| Bulgarien   | BDŽ 401 ff.     |
| Lettland    | MI 601 ff.      |
| Rumänien    | CFF 604.201 ff. |
| Ungarn      | MAV 498         |

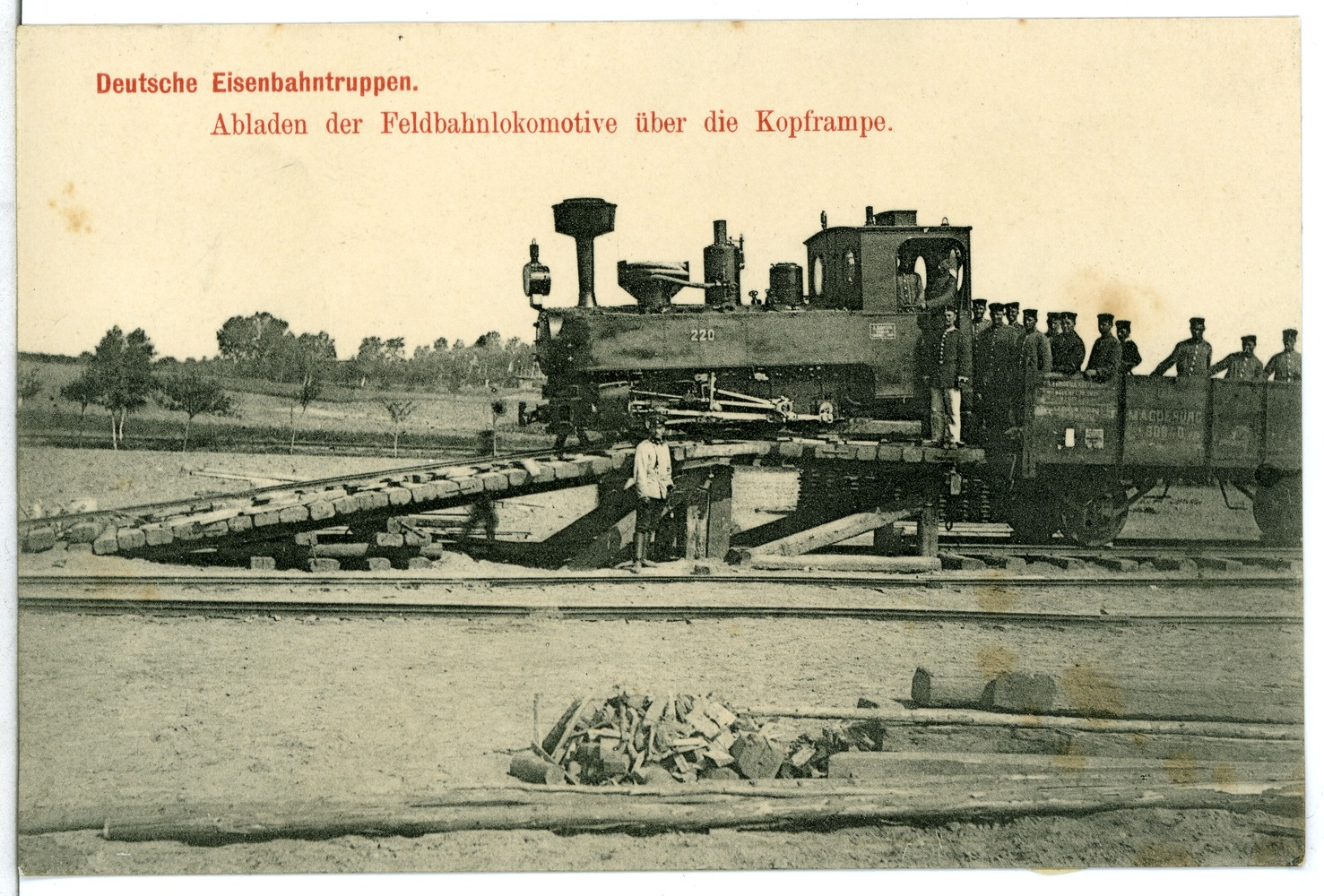
Abladung einer Lokomotive vom Transportwagen
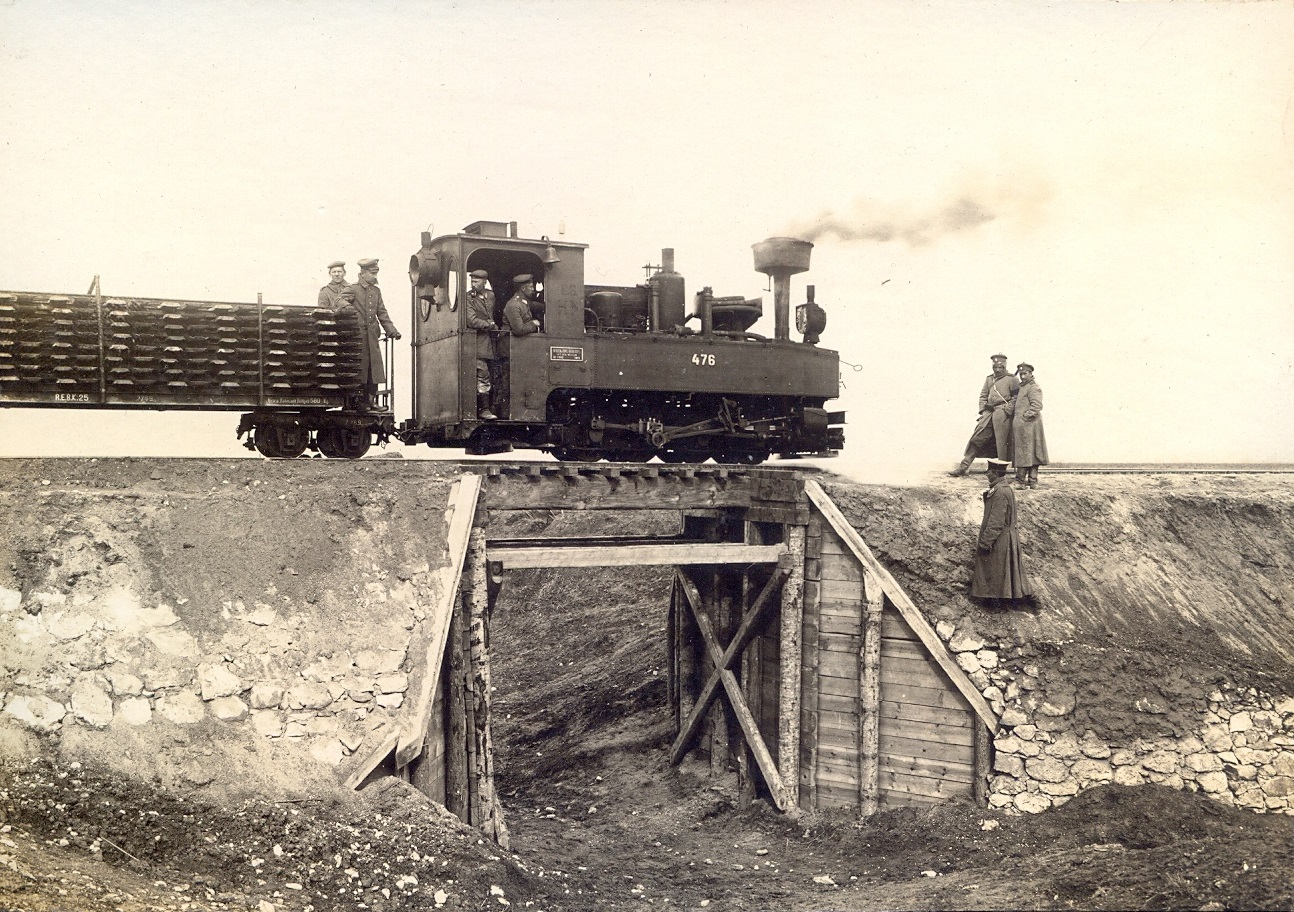
Einsatz auf der Heeresfeldbahn Radomir – Marino Pole in Bulgarien
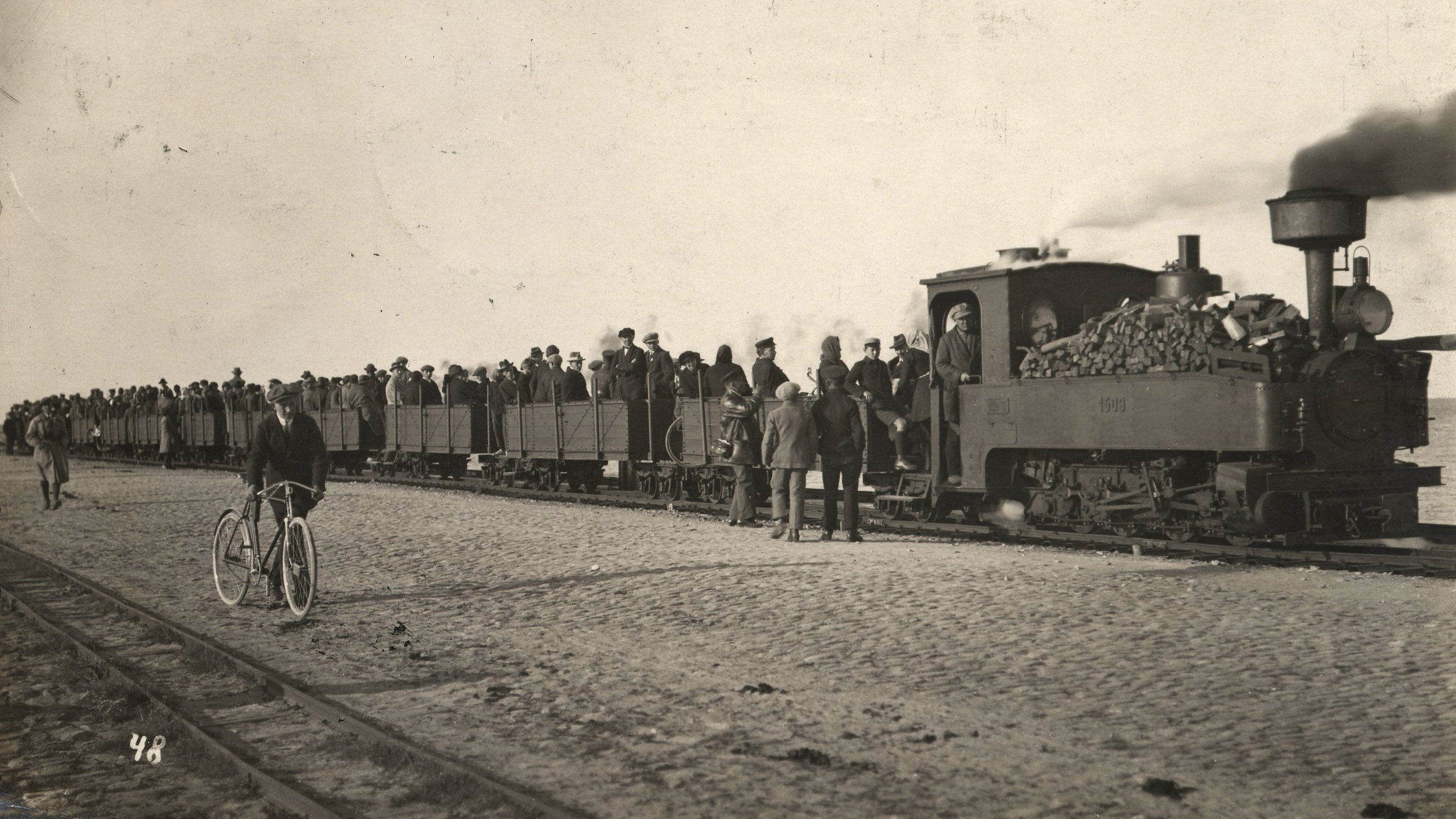
HF 1509 mit einem Personentransport auf der estnischen Insel Saaremaa
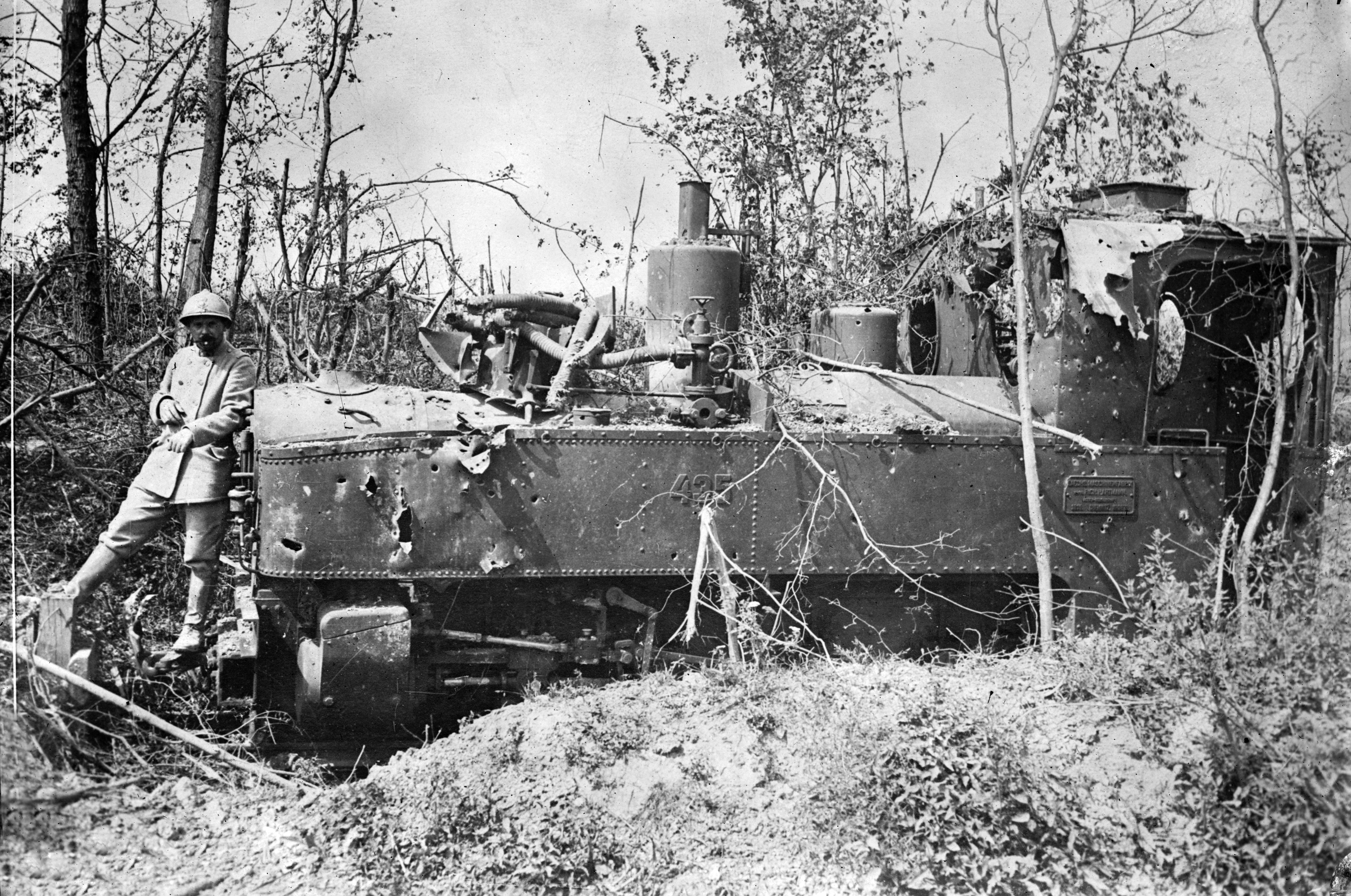
Kriegsbeschädigte Lokomotive an der Somme

### Waldeisenbahn Muskau

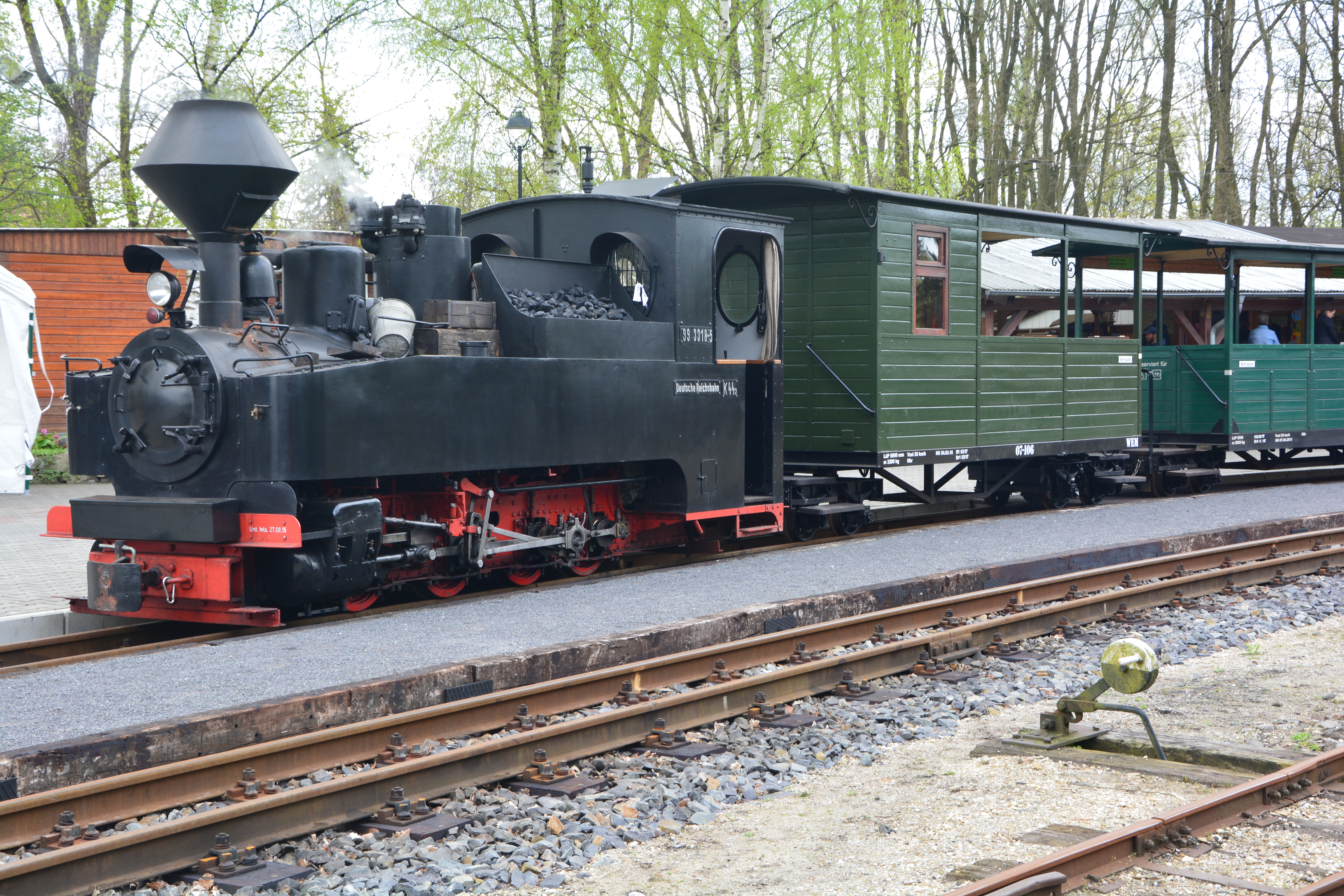
99 3318 auf der Waldeisenbahn Muskau

Die Waldeisenbahn Muskau (WEM) erwarb erstmals 1921 eine Brigadelokomotive. In der Folgezeit wurden weitere Brigadeloks gekauft. Die genaue Anzahl und der Zeitpunkt des Erwerbs ist heute nicht mehr nachvollziehbar.
Mit der Übernahme der Waldeisenbahn in die Verwaltung der Deutschen Reichsbahn zum 1. Januar 1951 befanden sich noch fünf Lokomotiven im Fahrzeugbestand. Diese wurden in die Baureihe 99.331 eingereiht.
Es handelte sich dabei um die Lokomotiven HF 1575 (99 3311), HF 312 (99 3313), HF 1487 (99 3314), HF 1547 (99 3315) und HF 634 (99 3316).
1952/1953 kamen zwei weitere Lokomotiven in den Fahrzeugbestand. Die 1918 von Borsig gefertigten Lokomotiven HF 1914 und HF 2301 waren 1919 in Polen verblieben und erhielten dort die Bahnnummern D 4241 und D 4243. Während des Zweiten Weltkrieges waren sie zur deutschen Kohleindustrie gelangt. Bei der Reichsbahn erhielten sie die Betriebsnummern 99 3317 und 3318. 1956 wurde noch die 1917 von Orenstein&Koppel gefertigte HF 1638 erworben. Diese Lokomotive war in Lettland als MI 631 eingereiht. Durch die Deutsche Reichsbahn erhielt die vom Braunkohlekraftwerk Welzow gekaufte Lokomotive die Betriebsnummer 99 3310. Alle Lokomotiven erhielten 1970 eine EDV-Betriebsnummer. Im Rahmen der Stilllegung des Netzes der Waldeisenbahn wurden zwischen 1974 und 1978 alle Lokomotiven ausgemustert.
Alle acht Lokomotiven blieben der Nachwelt erhalten:
- Die 99 3310 wurde 1976 nach Schweden verkauft und ist seit 1983 im Besitz der Museumsbahn Ohs Bruk Järnväg.
- Die 99 3311 ist seit 1977 bei der Schinznacher Baumschulbahn unter dem Namen Taxus im Bestand. (betriebsfähig)
- Die 99 3313 ist seit 1984 im Bestand des Frankfurter Feldbahnmuseums und im weitgehenden Ursprungszustand als HF 312 im Einsatz.
- Die 99 3314 befindet sich in einer Privatsammlung in Deutschland. (abgestellt)
- Die 99 3315 gehörte zwischen 1977 und 2013 zum Fahrzeugpark der Dampf-Kleinbahn Mühlenstroth. Dort ist sie als RICHARD ROOSEN im Einsatz gewesen. Heute ist sie im Fuhrpark der WEM. (betriebsfähig)
- Die 99 3316 kam 1984 zum Technikmuseum Sinsheim und ist in Speyer ausgestellt.
- Die 99 3317 war von 1977 bis 1990 in Weißwasser als Denkmal aufgestellt. Seit 1995 gehört sie zum betriebsfähigen Bestand der Waldeisenbahn Muskau.
- Die 99 3318 gehört seit 1974 zum Fahrzeugpark der Dampf-Kleinbahn Mühlenstroth. Dort war sie zuerst als „Fürst Pückler“ und ab 1978 als „Adolf Wolff“ im Einsatz. Seit der betriebsfähigen Aufarbeitung 2015 ist sie wieder als 99 3318-5 im Einsatz.

### Mecklenburg-Pommersche Schmalspurbahn
Die Mecklenburg-Pommersche Schmalspurbahn erwarb zwischen 1926 und 1939 sechs Brigadelokomotiven. Diese erhielten die Betriebsnummern 19II, 20III, 21II– 23II und 26. Nach dem Ende des Zweiten Weltkrieges 1945 mussten alle Lokomotiven als Reparationsleistung an die Sowjetunion abgegeben werden.

### Parkeisenbahn Cottbus
Die am 1. Juni 1954 eröffnete Cottbuser Parkeisenbahn hat eine Brigadelok mit der internen Nummer 99 0001 im Bestand. Die 1918 in Breslau von den Linke-Hofmann-Werken gebaute Lokomotive zog 1954 den Eröffnungszug der damaligen Pioniereisenbahn. Bei der deutschen Heeresfeldbahn (HF) trug sie die Nr. 2257. Nach einer umfangreichen Kessel- und Fahrwerksrestaurierung in den Jahren 2013 bis '16 ist die Lok noch heute betriebsfähig im Einsatz.

### Verbleib
Brigadelokomotiven sind in unterschiedlichem Erhaltungszustand weltweit erhalten.

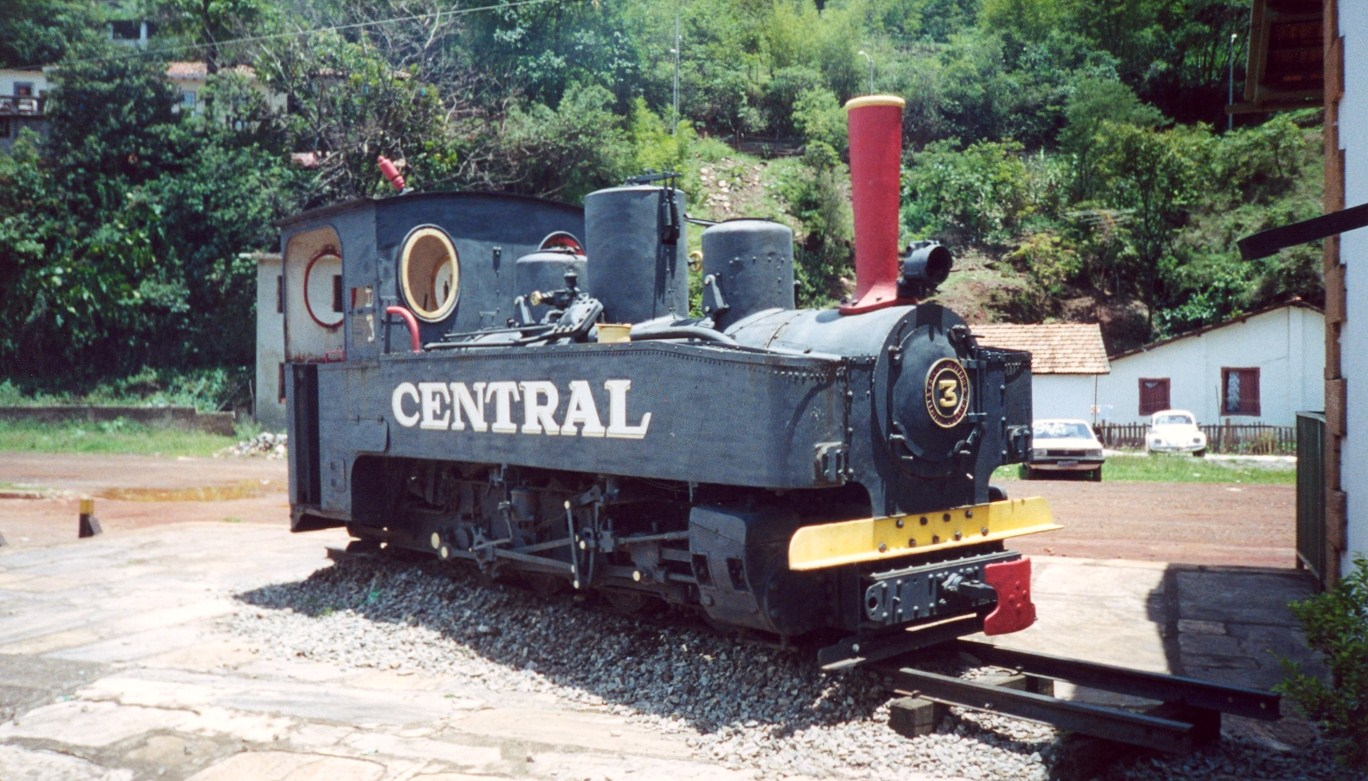
Denkmallokomotive in Tiradentes, Brasilien

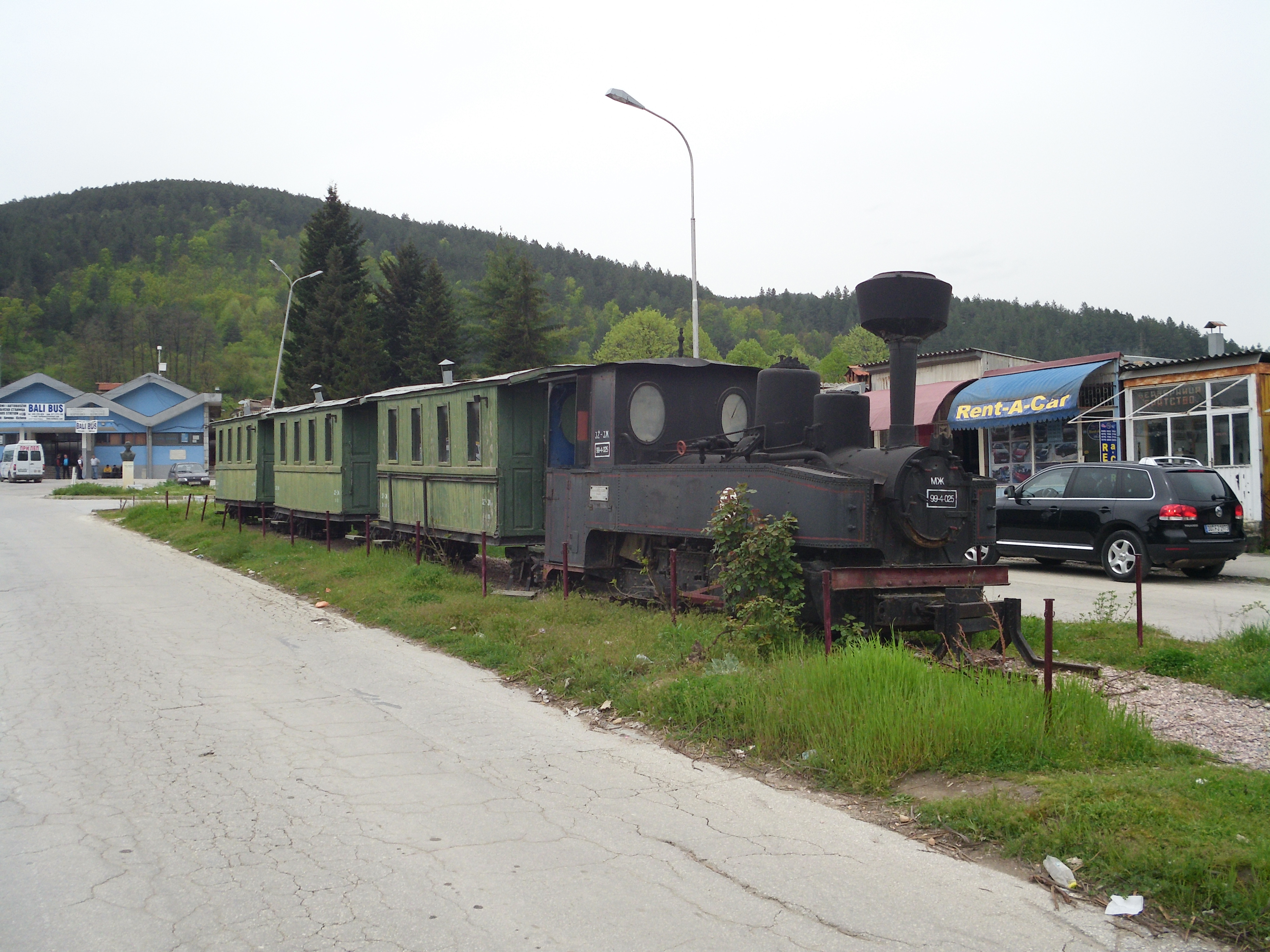
Denkmalzug in Kičevo an der ehemaligen Schmalspurbahn Skopje – Ohrid.

| Land | Anzahl |
| --- | ------ |
| Brasilien | 8      |
| Bulgarien | 4      |
| Deutschland * Dampf-Kleinbahn Mühlenstroth * Feldbahnmuseum Oekoven * Frankfurter Feldbahnmuseum * Schauplatz Eisenbahn (Chemnitz-Hilbersdorf) | 13     |
| Frankreich * Chemin de fer Froissy-Dompierre                                                                                                   | 21     |
| Kongo | 4      |
| Lettland | 6      |
| Mazedonien, Serbien, Vereinigte Staaten | je 2   |
| Niederlande, Südafrika, Österreich, Zentralafrika                                                                                              | je 1   |
| Polen | 17     |
| Schweden | 5      |
| Schweiz | 3      |
| Vereinigtes Königreich | 12     |

→ Siehe auch: BDŽ-Serie 400.60

## Konstruktive Merkmale

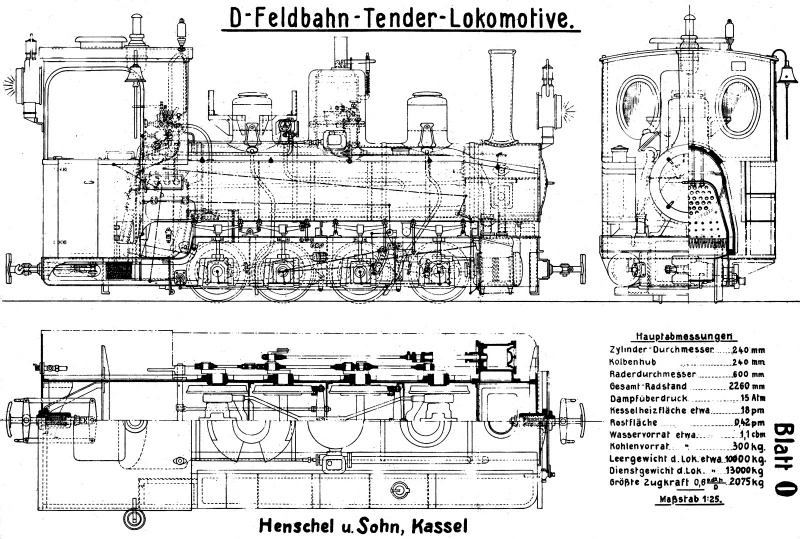
Werkzeichnung von Henschel

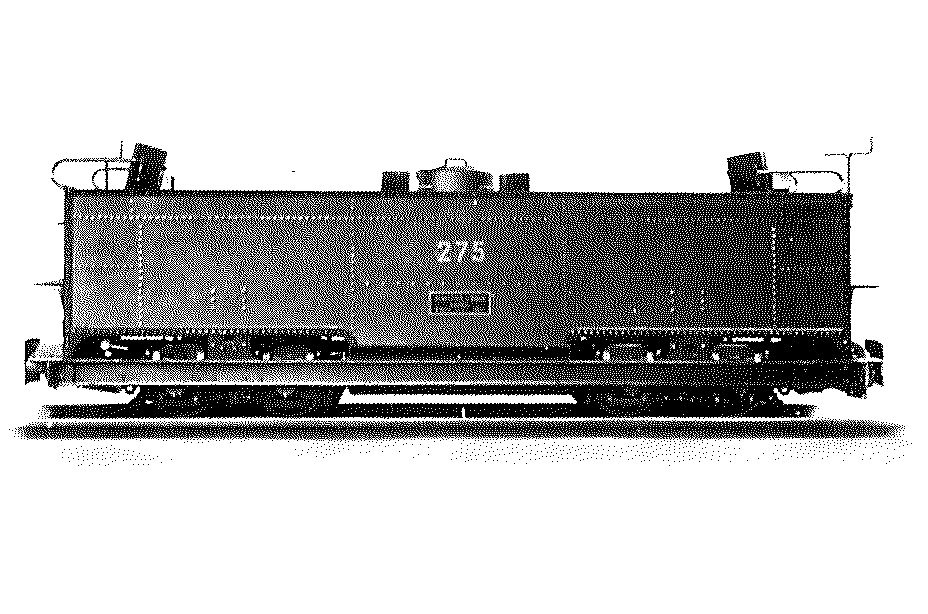
Wasserwagen mit 5.000 l Tankinhalt, Werkfoto von Henschel

Die Lokomotiven verfügten über einen genieteten Außenrahmen. Die Endradsätze der Maschinen waren ursprünglich als Klien-Lindner-Hohlachsen ausgeführt. Zur Verbesserung des Laufes wurden vielfach die Hohlachsen durch normale Radsätze ersetzt. Zusammen mit geschwächten Spurkränzen konnte dadurch die Geschwindigkeit auf 25 km/h angehoben werden. Der Dampfdom saß in der Mitte des Langkessels. Am Dampfdom waren die beiden Sicherheitsventile angebracht. Rechts außen am Dampfdom befand sich der einfache Flachschieberregler. Die Lokomotiven verfügten über unterschiedliche Schornsteinbauarten. Neben Prüsmann-Schornsteinen wurden auch Kobelschornsteine unterschiedlicher Bauart eingesetzt. Die bei der Waldeisenbahn Muskau eingesetzten Lokomotiven erhielten einen Doppelkegelstumpf mit einem Rose-Funkenfänger.
Das außenliegende Zweizylinder-Nassdampftriebwerk mit Flachschiebern trieb den dritten Radsatz an. Die Stephenson-Steuerung war außenliegend. Die Radsätze wurden durch obenliegende Blattfederpakete abgefedert. Die ersten beiden und die hinteren beiden Federpakete waren mittels Ausgleichhebel verbunden.
Der Boden im Führerhaus war abgesenkt um einen Fahrbetrieb im Stehen zu ermöglichen. Die Lokomotiven verfügten über einen Wasserkasteninhalt von 1,1 m³ und 0,7 t Kohle. Die Vorräte waren zu beiden Seiten des Kessels angeordnet. Die Wasserkästen reichten bis zur Rauchkammerfront. Die runden Sandkästen befanden sich vor und hinter dem Dampfdom. Die Deutsche Reichsbahn ersetzte die leichten Rauchkammertüren durch eine stabilere Ausführung mit angeschweißten Gelenkbändern. Die Maschinen verfügten über eine Handbremse.
Die Lokomotiven der Waldeisenbahn Muskau erhielten bereits in den 1930er Jahren eine elektrische Beleuchtung. Die Stromversorgung erfolgte mittels 12-Volt-Akkumulator, der im Werkzeugkasten auf der rechten Führerhausseite untergebracht war.
Da die mitgeführten Vorräte nicht für längere Strecken reichten, wurden bereits für die Zwillinge ab 1890 Zusatztender beschafft. Die sogenannten Wasserwagen wurden bis 1918 auch für die Brigadelok weitergebaut. Während die ersten vierachsigen Zusatztender 3,15 m³ Wasser und 1 t Kohle fassten, waren die späteren Fahrzeuge für 5 m³ Wasser und 1,2 t Kohle ausgelegt. Stellenweise waren die Fahrzeuge mit zwei Bremserplätzen ausgelegt. Mit ihnen konnte der Aktionsradius auf über 500 % erhöht werden.

## Hersteller
Die Lokomotiven der Heeresfeldbahn (HFB) trugen die Nummern 201–2896, von denen nicht alle vergeben waren. Sie wurden von folgenden Herstellern produziert:
| Hersteller               | Ort          | Anzahl der gelieferten Loks |
| ------------------------ | ------------ | --------------------------- |
| Henschel & Sohn          | Kassel       | 789                         |
| Borsig                   | Berlin       | 377                         |
| Orenstein & Koppel (O&K) | Berlin       | 359                         |
| BMAG Schwartzkopff       | Berlin       | 218                         |
| Maffei                   | München      | 175                         |
| Krauss                   | München      | 164                         |
| Arnold Jung              | Kirchen      | 123                         |
| Richard Hartmann         | Chemnitz     | 105                         |
| Linke-Hoffmann           | Breslau      | 95                          |
| Hohenzollern             | Düsseldorf   | 47                          |
| Esslingen                | Stuttgart    | 42                          |
| Hanomag                  | Hanover      | 39                          |
| Vulcan                   | Stettin      | 17                          |
| SACM                     | Grafenstaden | 12                          |
| Humboldt                 | Güstrow      | 11                          |